# Paid in Full (2002)
Paid in Full é um filme estadunidense do gênero drama criminal de 2002, dirigido por Charles Stone III e estrelado por Wood Harris, Mekhi Phifer e Cam'ron.

## Sinopse
Cansado de sua vida modesta e trabalho na lavanderia, o adolescente Ace inveja seus amigos Mitch e Calvin, que graças a negócios obscuros podem pagar uma vida mais confortável e luxos de todos os tipos. Quando ele tem a oportunidade, Ace concorda em trabalhar como traficante de drogas, atraído pelos grandes benefícios obtidos em pouco tempo. No entanto, a nova vida de Ace inevitavelmente afetará suas afeições e seus amigos, e quando Ace, em meio a uma crise de consciência, tentar "sair do círculo", perceberá que não é tão simples quanto pensava.
"Paid In Full" é baseado nas vidas de AZ (Ace), Rich Porter (Mitch) e Alpo (Rico), três dos maiores dealers do Harlem nos anos 80.

## Elenco
- Wood Harris - Ace
- Mekhi Phifer - Mitch
- Kevin Carroll - Calvin
- Esai Morales - Lulu
- Chi McBride - Pip
- Cam'ron - Rico
- Remo Greene - Sonny
- Cynthia Martells - Dora
- Elise Neal - June
- Regina Hall - Kiesha
- Ron Cephas Jones - Ice